# Werner Slenczka
Werner Slenczka (* 21. Oktober 1934 in Kassel; † 2. März 2024 in Marburg) war ein deutscher Mediziner und einer der Entdecker des Marburg-Virus.
Slenczka promovierte 1961 in Marburg über das Thema Redoxpotentiale der Pyrimidennukleotide in Lebermitochondrien. Anschließend arbeitete er am Senckenberg’schen Institut an der Universität in Frankfurt am Main (nicht zu verwechseln mit dem Forschungsinstitut und Naturmuseum Senckenberg) und kehrte später nach Marburg zurück. Nach dem Ausbruch eines bis dahin weltweit unbekannten hämorrhagischen Fiebers in dieser Stadt entdeckte er im Jahre 1967 im Hygiene-Institut Marburg mittels der Elektronenmikroskopie zusammen mit Kollegen das verursachende, ebenfalls völlig unbekannte Virus. Alle anderen bisher bekannten Viren wurden zuvor als Erreger dieses Fiebers ausgeschlossen. Anschließend sorgte er für die internationale Anerkennung dieses neuen Virus, das dann auch den Namen Marburg-Virus erhielt.
Seine Arbeiten führten im Jahre 1971 zur Habilitation und im Jahre 1972 zur Ernennung zum Professor. Von 1982 bis 1985 war er kommissarischer und danach bis zu seiner Pensionierung im Frühjahr 2000 stellvertretender Leiter des Marburger Instituts für Virologie.
Slenczka war verheiratet und hatte Kinder.